# フランツ・スカルビナ
フランツ・スカルビナ（Franz Skarbina、1849年2月24日 - 1910年5月18日）はドイツの画家、版画家、イラストレータである。ドイツにおける「印象派」の画家のひとりである。

## 略歴
ベルリンで生まれた。父親は現クロアチアのザグレブ出身の金細工職人であった。1865年から1869年の間、ベルリンの美術アカデミーで学んだ後、ベルリンの高級軍人、セドルニツキー伯爵(Friedrich von Perponcher-Sedlnitzky)の娘たちの家庭教師を2年ほどした。その後、ドレスデン、ウィーン、ヴェネツィア、ミュンヘン、ニュルンベルク、メラーノなどを旅した。1877年にオランダ、ベルギー、フランスに修行に出て、パリに長く滞在し、印象派の画家たちから影響を受け、街の風景や劇場や海岸で楽しむ人々を描いた。
1878年にベルリンの美術アカデミーの助教授になり、1881年からベルリン工芸美術館の美術学校(Unterrichtsanstalt des Kunstgewerbemuseums Berlin)で教えた。
1882年から再びパリに出て、1883年からサロン・ド・パリに出展をした。1885年頃は、北フランスやベルギー、オランダを訪れ、最も精力的に作品を製作した。
1888年にベルリン美術アカデミーの教授になるが、1893年にアカデミーの会長の保守的なアントン・フォン・ヴェルナーと対立して教授を辞めた。1892年に、マックス・リーバーマンとともに、保守的なベルリンの展覧会に反対する美術家グループ「Vereinigung der XI (11人協会)」のメンバーに加わった。1893年にも、北フランス、オランダを旅した。1895年に創刊された新しい美術を紹介する美術雑誌「Pan」の監修委員会のメンバーになった。1898年に「ベルリン分離派」の創立メンバーとなった。1898年からチョコレート会社の経営者、ルートヴィヒ・シュトルヴェルクの依頼で、風景画カードのための風景画の応募作品の審査をエミール・デープラーらと行った。

## 作品

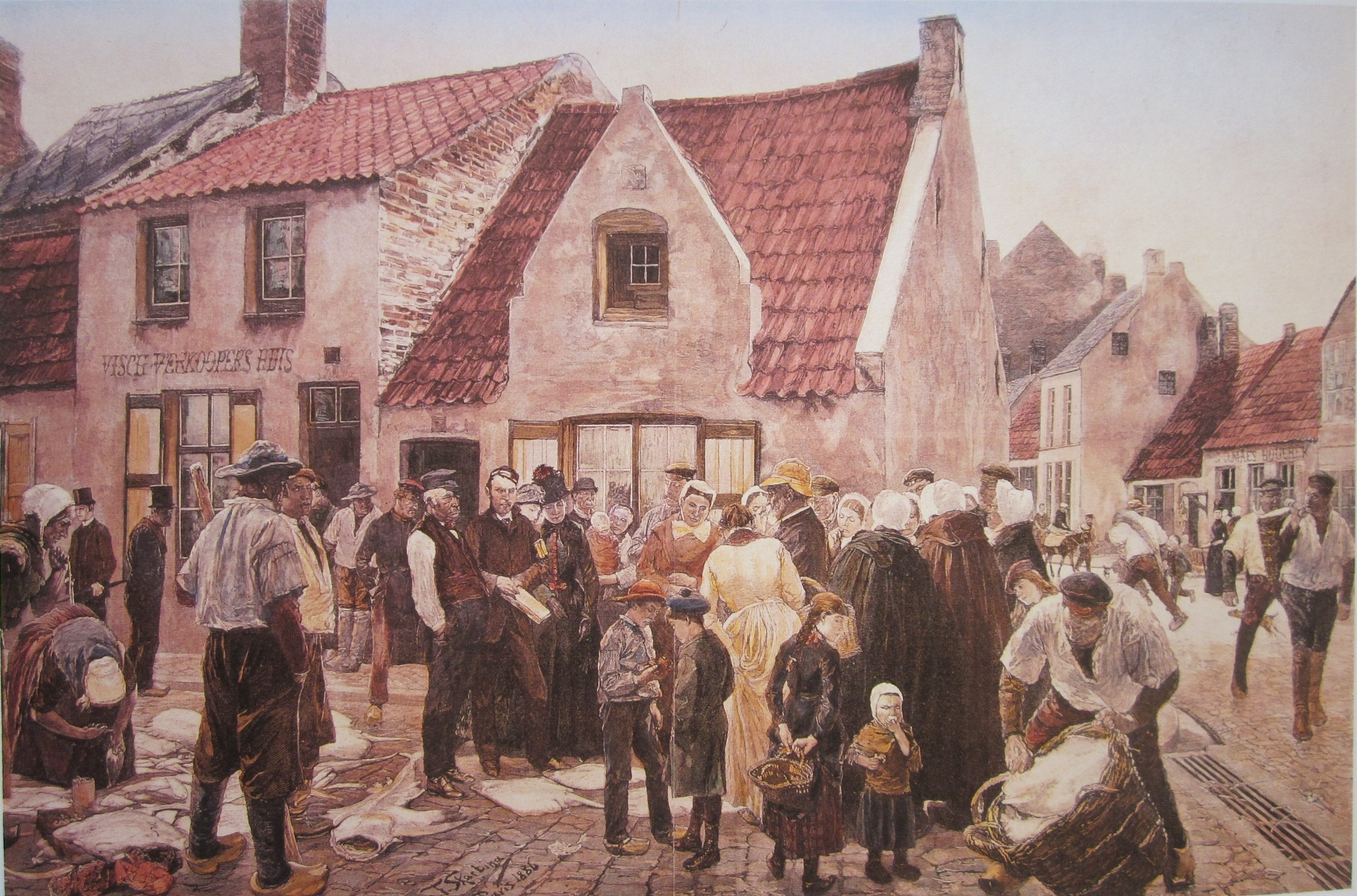
「ブランケンベルヘの魚市場」(1886)
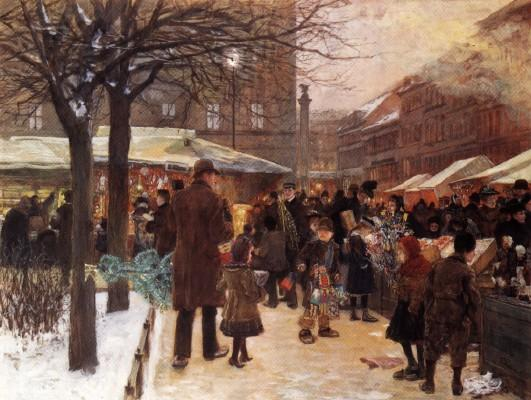
「ベルリンのクリスマスの市場」 (1893)
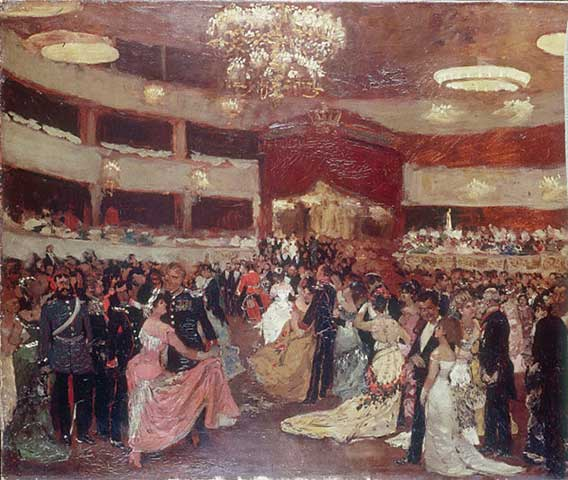
オーパンバル

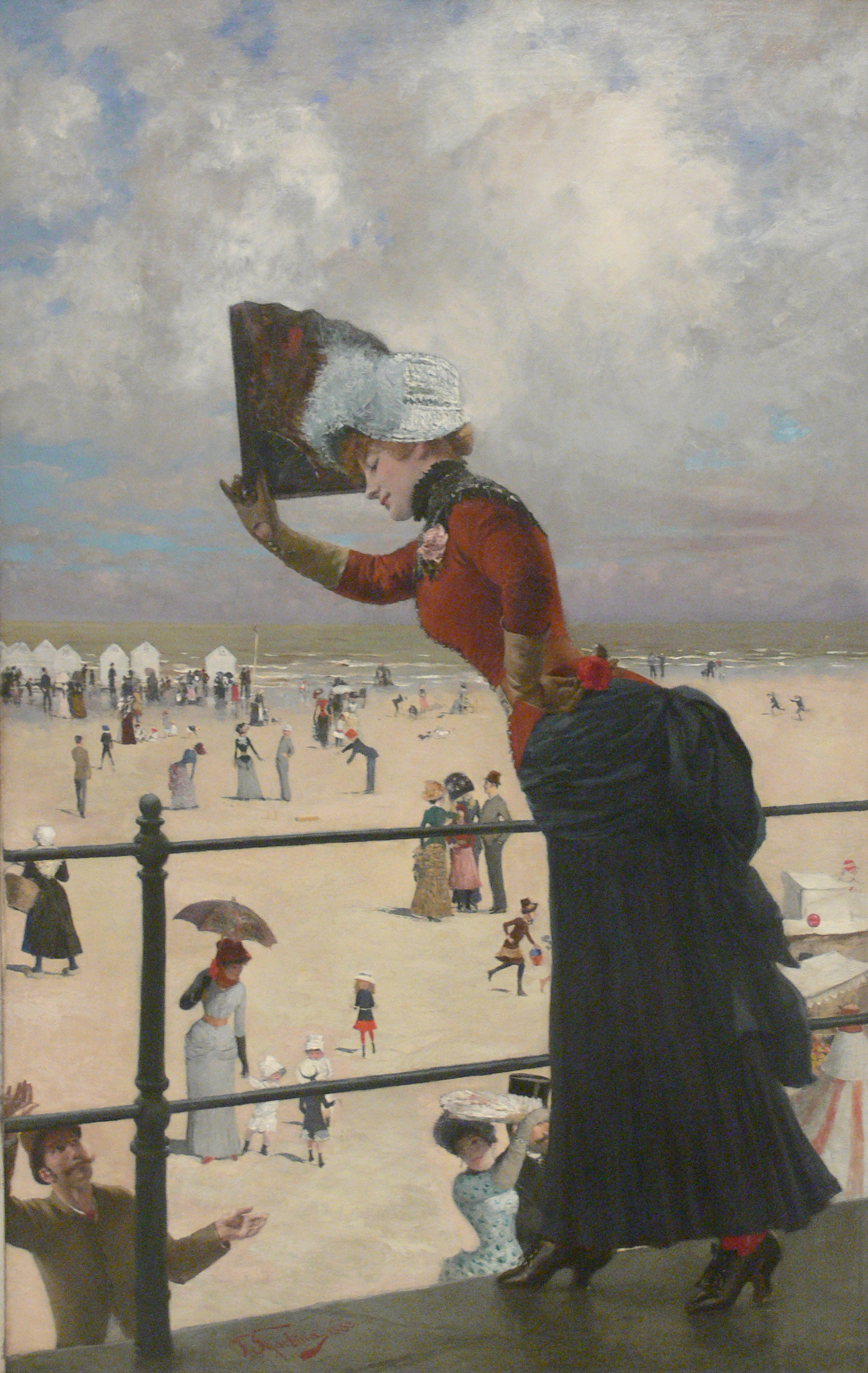
「海岸の散歩道の婦人」(1883)
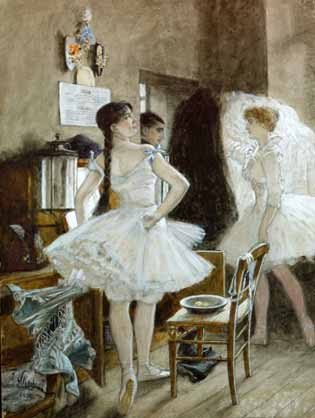
「バレー衣装」(1886)
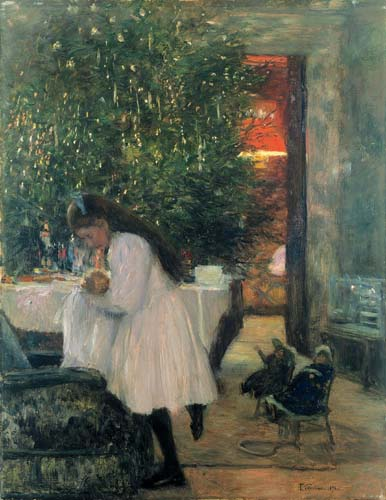
「クリスマスツリーの下で」(1892)
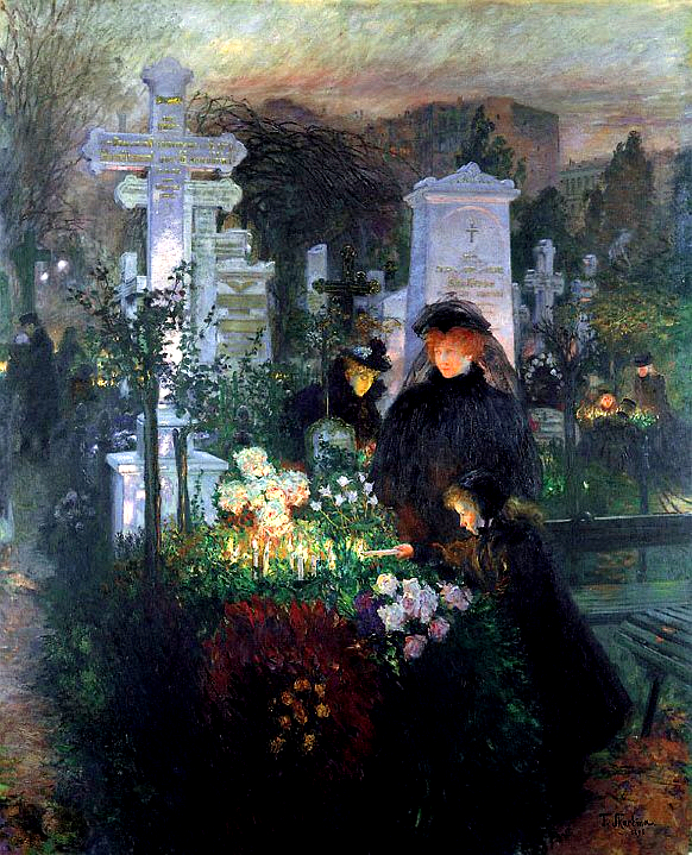
「死者の日」 (1896)
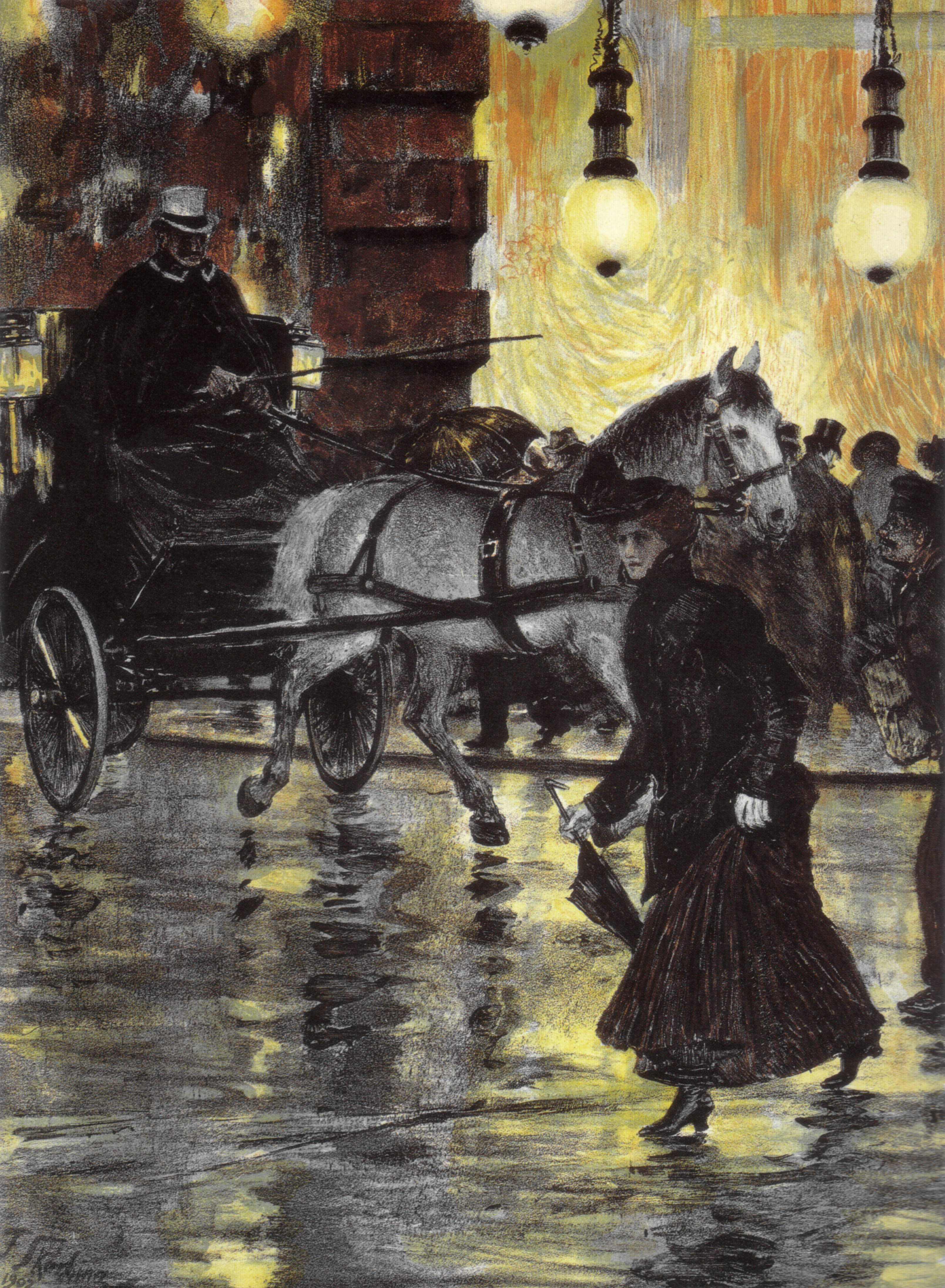
「雨のフリードリヒ通り」 (1902)